# Radziechowy-Wieprz (gemeente)
De gemeente Radziechowy-Wieprz is een landgemeente in het Poolse woiwodschap Silezië, in powiat Żywiecki.
Administratieve plaatsen (sołectwo): Radziechowy, Wieprz, Przybędza, Juszczyna, Brzuśnik en Bystra.
De zetel van de gemeente is in Wieprz.
Op 30 juni 2004 telde de gemeente 12 385 inwoners.

## Oppervlakte gegevens
In 2002 bedroeg de totale oppervlakte van gemeente Radziechowy-Wieprz 65,94 km², waarvan:
- agrarisch gebied: 53%
- bossen: 38%

De gemeente beslaat 6,34% van de totale oppervlakte van de powiat.

## Demografie
Stand op 30 juni 2004:
| Omschrijving                   | Totaal | Totaal | Vrouwen | Vrouwen | Mannen | Mannen |
| ------------------------------ | ------ | ------ | ------- | ------- | ------ | ------ |
| eenheid                        | aantal | %      | aantal  | %       | aantal | %      |
| inwoners                       | 12 385 | 100    | 6288    | 50,8    | 6097   | 49,2   |
| bevolkingsdichtheid (inw./km²) | 187,8  | 187,8  | 95,4    | 95,4    | 92,5   | 92,5   |

In 2002 bedroeg het gemiddelde inkomen per inwoner 1180,79 zł.

## Aangrenzende gemeenten
Jeleśnia, Lipowa, Milówka, Świnna, Węgierska Górka, Żywiec